# Болгарская энциклопедия
«Болгарская энциклопедия» (болг. Българска енциклопедия) — первая универсальная энциклопедия на болгарском языке. Составлена в 1936 году двумя братьями лексикографами Николой и Иваном Данчовыми. Также она известна как болг. «Българска Енциклопедия. А — Ѫ» и как болг. «Енциклопедия на Братя Данчови».
В предисловии авторы пишут:
|  | Нашей задачей было вложить в рамки одного тома все, что должна содержать энциклопедия: дать книгу как для информации и запросов, то есть много точных фактов и данных, так и для чтения: сочную и интересную. |

Энциклопедии составлялась на протяжении нескольких лет, но, где это требовалось, информация была обновлена перед изданием. Демографические данные по Болгарии в ней даны по последней до 1936 года переписи населения, которая была проведена в 1934 году. Для своего времени это был наиболее современный и полный источник энциклопедического знания на болгарском языке. В ней использовались материалы, предоставленные Болгарской академии наук, Софийской народной библиотекой, библиотекой Министерства иностранных дел и Министерства по делам религии, кроме того использовались официальные издания и труды зарубежных учёных и энциклопедистов.
Из-за энциклопедии братьев Данчовых в болгарском языке утверждается неправильная транскрипция некоторых географических названий и имен знаменитостей, которая сохраняется до наших дней. В Постановлении № 6 в Държавен вестник от 12 июня 1995 года приведены примеры таких слов, имеющих исторически сложившиеся соответствия, но которые в настоящее время имеют неправильное написание. Например: Швеция, Париж, Вашингтон, Лондон, Гьотеборг, Марсилия и др. Примеры знаменитостей: Уилям Шекспир, Марк Твен, Джек Лондон, Джордж Вашингтон, Август Стриндберг, Олаф и др.
В 1995 году выходит фототипное издание энциклопедии в двух томах. Первый том имеет 800 страниц и содержит слова от А до К, второй том включает страницы от 801 до 1720 и содержит слова от Л до Я.